# Europees kampioenschap ijshockey mannen
Het Europees kampioenschap ijshockey was een ijshockeytoernooi voor de Europese leden van de in 1908 opgerichte Internationale IJshockeyfederatie (IIHF).
Het kampioenschap werd tussen 1910 en 1932 dertien keer als een zelfstandig kampioenschap georganiseerd. Het toernooi van 1910 was het eerste ijshockeytoernooi tussen landenteams. Vanaf 1933 tot 1991 werden de Europese medailles onderling verdeeld tijdens de gehouden wereldkampioenschappen ijshockey.
Het Belgische ijshockeyteam won in 1913 de Europese titel, in 1927 werden ze tweede en in 1910, 1911 en 1914 werden ze derde.

## Medaillewinnaars
| Jaar      | Locatie                                          | Goud                                             | Zilver                                           | Brons                                            |
| --------- | ------------------------------------------------ | ------------------------------------------------ | ------------------------------------------------ | ------------------------------------------------ |
| 1910      | Les Avants (Montreux)                            | Verenigd Koninkrijk                              | Duitse Keizerrijk                                | België                                           |
| 1911      | Berlijn                                          | Bohemen                                          | Duitse Keizerrijk                                | België                                           |
| 1912      | Praag                                            | geannuleerd *                                    | geannuleerd *                                    | geannuleerd *                                    |
| 1913      | München                                          | België                                           | Bohemen                                          | Duitse Keizerrijk                                |
| 1914      | Berlijn                                          | Bohemen                                          | Duitse Keizerrijk                                | België                                           |
| 1915-1920 | niet gehouden in verband met Eerste Wereldoorlog | niet gehouden in verband met Eerste Wereldoorlog | niet gehouden in verband met Eerste Wereldoorlog | niet gehouden in verband met Eerste Wereldoorlog |
| 1921      | Stockholm                                        | Zweden                                           | Tsjechoslowakije                                 |                                                  |
| 1922      | Sankt Moritz                                     | Tsjechoslowakije                                 | Zweden                                           | Zwitserland                                      |
| 1923      | Antwerpen                                        | Zweden                                           | Frankrijk                                        | Tsjechoslowakije                                 |
| 1924      | Milaan                                           | Frankrijk                                        | Zweden                                           | Zwitserland *                                    |
| 1925      | Štrbské Pleso en Starý Smokovec                  | Tsjechoslowakije                                 | Oostenrijk                                       | Zwitserland                                      |
| 1926      | Davos                                            | Zwitserland                                      | Tsjechoslowakije                                 | Oostenrijk                                       |
| 1927      | Wenen                                            | Oostenrijk                                       | België                                           | Duitsland                                        |
| 1929      | Boedapest                                        | Tsjechoslowakije                                 | Polen                                            | Oostenrijk                                       |
| 1932      | Berlijn                                          | Zweden                                           | Oostenrijk                                       | Zwitserland                                      |

* 1912: Kampioenschap geannuleerd omdat Oostenrijk geen IIHF-lid was ten tijde dat het toernooi plaatsvond.
Top 3 van dit kampioenschap: 1) Bohemen, 2) Duitsland, 3) Oostenrijk
* 1924: Als beste groep nummer twee

## Uitslagen

### 1910
| Datum | team 1           | uitslag | team 2      |
| ----- | ---------------- | ------- | ----------- |
| 10/01 | Groot-Brittannië | 1-0     | Duitsland   |
| 10/01 | België           | 1-0     | Zwitserland |
| 10/01 | Groot-Brittannië | 1-1     | België      |
| 11/01 | Duitsland        | 5-3     | België      |
| 11/01 | Groot-Brittannië | 5-1     | Zwitserland |
| 12/01 | Duitsland        | 9-1     | Zwitserland |

| # | Team             | W - G - V | Pnt. | V-T  |
| - | ---------------- | --------- | ---- | ---- |
| 1 | Groot-Brittannië | 2 - 1 - 0 | 5    | 7-2  |
| 2 | Duitsland        | 2 - 0 - 1 | 4    | 14-5 |
| 3 | België           | 1 - 1 - 1 | 3    | 5-6  |
| 4 | Zwitserland      | 0 - 0 - 3 | 0    | 2-15 |

### 1911
| Datum | team 1    | uitslag | team 2      |
| ----- | --------- | ------- | ----------- |
| 15/02 | Bohemen   | 13-0    | Zwitserland |
| 15/02 | Duitsland | 6-0     | België      |
| 16/02 | Bohemen   | 4-1     | Duitsland   |
| 16/02 | België    | 5-4     | Zwitserland |
| 17/02 | Duitsland | 10-0    | Zwitserland |
| 17/02 | Bohemen   | 3-0     | België      |

| # | Team        | W - G - V | Pnt. | V-T  |
| - | ----------- | --------- | ---- | ---- |
| 1 | Bohemen     | 3 - 0 - 0 | 6    | 20-1 |
| 2 | Duitsland   | 2 - 0 - 1 | 4    | 17-4 |
| 3 | België      | 1 - 0 - 2 | 2    | 5-13 |
| 4 | Zwitserland | 0 - 0 - 3 | 0    | 4-28 |

### 1913
| Datum | team 1    | uitslag | team 2     |
| ----- | --------- | ------- | ---------- |
| 25/02 | België    | 4-4     | Bohemen    |
| 25/02 | Duitsland | 14-4    | Oostenrijk |
| 26/02 | België    | 13-1    | Oostenrijk |
| 26/02 | Bohemen   | 4-2     | Duitsland  |
| 27/02 | Bohemen   | 7-0     | Oostenrijk |
| 27/02 | België    | 8-5     | Duitsland  |

| # | Team       | W - G - V | Pnt. | V-T   |
| - | ---------- | --------- | ---- | ----- |
| 1 | België     | 2 - 1 - 0 | 5    | 25-10 |
| 2 | Bohemen    | 2 - 1 - 0 | 5    | 15-6  |
| 3 | Duitsland  | 1 - 0 - 2 | 2    | 21-16 |
| 4 | Oostenrijk | 0 - 0 - 3 | 0    | 5-34  |

### 1914
| Datum | team 1    | uitslag | team 2    |
| ----- | --------- | ------- | --------- |
| 25/02 | Bohemen   | 9-1     | België    |
| 26/02 | Duitsland | 4-1     | België    |
| 27/02 | Bohemen   | 2-0     | Duitsland |

| # | Team      | W - G - V | Pnt. | V-T  |
| - | --------- | --------- | ---- | ---- |
| 1 | Bohemen   | 2 - 0 - 0 | 4    | 11-1 |
| 2 | Duitsland | 1 - 0 - 1 | 2    | 4-3  |
| 3 | België    | 0 - 0 - 2 | 0    | 2-13 |

### 1921
| Datum | team 1 | uitslag | team 2           |
| ----- | ------ | ------- | ---------------- |
| 18/02 | Zweden | 6-4     | Tsjechoslowakije |

| # | Team             | W - G - V | Pnt. | V-T |
| - | ---------------- | --------- | ---- | --- |
| 1 | Zweden           | 1 - 0 - 0 | 2    | 6-4 |
| 2 | Tsjechoslowakije | 0 - 0 - 1 | 0    | 4-6 |

### 1922
| Datum | team 1           | uitslag | team 2      |
| ----- | ---------------- | ------- | ----------- |
| 14/02 | Tsjechoslowakije | 8-1     | Zwitserland |
| 15/02 | Zweden           | 7-0     | Zwitserland |
| 16/02 | Tsjechoslowakije | 3-2     | Zweden      |

| # | Team             | W - G - V | Pnt. | V-T  |
| - | ---------------- | --------- | ---- | ---- |
| 1 | Tsjechoslowakije | 2 - 0 - 0 | 4    | 11-3 |
| 2 | Zweden           | 1 - 0 - 1 | 2    | 9-3  |
| 3 | Zwitserland      | 0 - 0 - 2 | 0    | 1-15 |

### 1923
| Datum | team 1           | uitslag | team 2           |
| ----- | ---------------- | ------- | ---------------- |
| 07/03 | Zweden           | 4-2     | Tsjechoslowakije |
| 07/03 | Frankrijk        | 4-1     | België           |
| 08/03 | België           | 3-2     | Zwitserland      |
| 08/03 | Zweden           | 3-2     | Frankrijk        |
| 09/03 | Frankrijk        | 2-1     | Tsjechoslowakije |
| 09/03 | Zweden           | 6-0     | Zwitserland      |
| 10/03 | Tsjechoslowakije | 3-0     | België           |
| 10/03 | Frankrijk        | 4-2     | Zwitserland      |
| 11/03 | Tsjechoslowakije | 10-3    | Zwitserland      |
| 11/03 | Zweden           | 9-1     | België           |

| # | Team             | W - G - V | Pnt. | V-T  |
| - | ---------------- | --------- | ---- | ---- |
| 1 | Zweden           | 4 - 0 - 0 | 8    | 23-6 |
| 2 | Frankrijk        | 3 - 0 - 1 | 6    | 13-8 |
| 3 | Tsjechoslowakije | 2 - 0 - 2 | 4    | 16-9 |
| 4 | België           | 1 - 0 - 3 | 2    | 5-18 |
| 5 | Zwitserland      | 0 - 0 - 4 | 0    | 7-23 |

### 1924
Groep A
| Datum | team 1      | uitslag       | team 2      |
| ----- | ----------- | ------------- | ----------- |
| 14/03 | Zwitserland | 12-0          | Spanje      |
| 15/03 | Zweden      | 6-2           | Zwitserland |
| 16/03 | Zweden      | niet gespeeld | Spanje      |

| # | Team        | W - G - V | Pnt. | V-T  |
| - | ----------- | --------- | ---- | ---- |
| 1 | Zweden      | 2 - 0 - 0 | 4    | 6-2  |
| 2 | Zwitserland | 1 - 0 - 1 | 2    | 14-6 |
| 3 | Spanje      | 0 - 0 - 2 | 0    | 0-12 |

Groep B
| Datum | team 1    | uitslag | team 2 |
| ----- | --------- | ------- | ------ |
| 14/03 | Frankrijk | 12-0    | Italië |
| 15/03 | België    | 4-0     | Italië |
| 16/03 | Frankrijk | 3-0     | België |

| # | Team      | W - G - V | Pnt. | V-T  |
| - | --------- | --------- | ---- | ---- |
| 1 | Frankrijk | 2 - 0 - 0 | 4    | 15-0 |
| 2 | België    | 1 - 0 - 1 | 2    | 4-3  |
| 3 | Italië    | 0 - 0 - 2 | 0    | 0-16 |

Finale
| Datum | team 1    | uitslag | team 2 |
| ----- | --------- | ------- | ------ |
| 17/03 | Frankrijk | 2-1     | Zweden |

### 1925
| Datum | team 1           | uitslag | team 2      |
| ----- | ---------------- | ------- | ----------- |
| 09/01 | Zwitserland      | 1-1     | België      |
| 09/01 | Tsjechoslowakije | 3-0     | Oostenrijk  |
| 10/01 | Tsjechoslowakije | 1-0     | Zwitserland |
| 10/01 | Oostenrijk       | 2-0     | België      |
| 11/01 | Oostenrijk       | 2-2     | Zwitserland |
| 11/01 | Tsjechoslowakije | 6-0     | België      |

| # | Team             | W - G - V | Pnt. | V-T  |
| - | ---------------- | --------- | ---- | ---- |
| 1 | Tsjechoslowakije | 3 - 0 - 0 | 6    | 10-0 |
| 2 | Oostenrijk       | 1 - 1 - 1 | 3    | 4-5  |
| 3 | Zwitserland      | 0 - 2 - 1 | 2    | 3-4  |
| 4 | België           | 0 - 1 - 2 | 1-9  |      |

### 1926

#### 1e ronde
Groep A
| Datum | team 1           | uitslag | team 2 |
| ----- | ---------------- | ------- | ------ |
| 11/01 | België           | 5-0     | Spanje |
| 12/01 | Tsjechoslowakije | 2-0     | België |
| 13/01 | Tsjechoslowakije | 9-2     | Spanje |

| # | Team             | W - G - V | Pnt. | V-T  |
| - | ---------------- | --------- | ---- | ---- |
| 1 | Tsjechoslowakije | 2 - 0 - 0 | 4    | 11-2 |
| 2 | België           | 1 - 0 - 1 | 2    | 5-2  |
| 3 | Spanje           | 0 - 0 - 2 | 0    | 2-14 |

Groep B
| Datum | Thuisteam  | uitslag | team 2    |
| ----- | ---------- | ------- | --------- |
| 11/01 | Oostenrijk | 2-1     | Frankrijk |
| 12/01 | Frankrijk  | 2-1     | Polen     |
| 13/01 | Oostenrijk | 2-1     | Polen     |

| # | Team       | W - G - V | Pnt. | V-T |
| - | ---------- | --------- | ---- | --- |
| 1 | Oostenrijk | 2 - 0 - 0 | 4    | 4-2 |
| 2 | Frankrijk  | 1 - 0 - 1 | 2    | 3-3 |
| 3 | Polen      | 0 - 0 - 2 | 0    | 2-4 |

Groep C
| Datum | team 1           | uitslag | team 2           |
| ----- | ---------------- | ------- | ---------------- |
| 11/01 | Groot-Brittannië | 8-1     | Italië           |
| 12/01 | Zwitserland      | 13-0    | Italië           |
| 13/01 | Zwitserland      | 5-4     | Groot-Brittannië |

| # | Team             | W - G - V | Pnt. | V-T  |
| - | ---------------- | --------- | ---- | ---- |
| 1 | Zwitserland      | 2 - 0 - 0 | 4    | 18-4 |
| 2 | Groot-Brittannië | 1 - 0 - 1 | 2    | 2-3  |
| 3 | Italië           | 0 - 0 - 2 | 0    | 1-21 |

#### Tussenronde
Nummers 2 1e ronde
| Datum | team 1           | uitslag | team 2    |
| ----- | ---------------- | ------- | --------- |
| 14/01 | Groot-Brittannië | 5-0     | België    |
| 14/01 | Groot-Brittannië | 3-1     | Frankrijk |
| 14/01 | Frankrijk        | 1-0     | België    |

| # | Team             | W - G - V | Pnt. | V-T |
| - | ---------------- | --------- | ---- | --- |
| 1 | Groot-Brittannië | 2 - 0 - 0 | 4    | 8-1 |
| 2 | Frankrijk        | 1 - 0 - 1 | 2    | 2-3 |
| 3 | België           | 0 - 0 - 2 | 0    | 0-6 |

Nummers 3 1e ronde
| Datum | team 1 | uitslag | team 2 |
| ----- | ------ | ------- | ------ |
| 14/01 | Italië | 2-2     | Spanje |
| 15/01 | Polen  | 3-1     | Italië |
| 16/01 | Polen  | 4-1     | Spanje |

| # | Team   | W - G - V | Pnt. | V-T |
| - | ------ | --------- | ---- | --- |
| 1 | Polen  | 2 - 0 - 0 | 4    | 7-2 |
| 2 | Italië | 0 - 1 - 1 | 1    | 3-5 |
| 3 | Spanje | 0 - 1 - 1 | 1    | 3-6 |

6e/7e plaats
| Datum | team 1 | uitslag | team 2 |
| ----- | ------ | ------- | ------ |
| 17/01 | Polen  | 3-1     | België |

#### 2e ronde
| Datum | team 1           | uitslag | team 2           |
| ----- | ---------------- | ------- | ---------------- |
| 15/01 | Tsjechoslowakije | 2-1     | Groot-Brittannië |
| 15/01 | Zwitserland      | 5-3     | Oostenrijk       |
| 15/01 | Oostenrijk       | 3-1     | Groot-Brittannië |
| 16/01 | Zwitserland      | 0-1     | Tsjechoslowakije |
| 16/01 | Oostenrijk       | 1-0     | Tsjechoslowakije |
| 16/01 | Zwitserland      | 7-4     | Groot-Brittannië |

| # | Team             | W - G - V | Pnt. | V-T  |
| - | ---------------- | --------- | ---- | ---- |
| 1 | Zwitserland      | 2 - 0 - 1 | 4    | 12-8 |
| 2 | Oostenrijk       | 2 - 0 - 1 | 4    | 7-6  |
| 3 | Tsjechoslowakije | 2 - 0 - 1 | 4    | 3-2  |
| 4 | Groot-Brittannië | 0 - 0 - 3 | 0    | 6-12 |

#### Finale ronde
| Datum | team 1           | uitslag | team 2           |
| ----- | ---------------- | ------- | ---------------- |
| 17/01 | Zwitserland      | 3-1     | Tsjechoslowakije |
| 18/01 | Tsjechoslowakije | 3-1     | Oostenrijk       |
| 19/01 | Zwitserland      | 2-2     | Oostenrijk       |

| # | Team             | W - G - V | Pnt. | V-T |
| - | ---------------- | --------- | ---- | --- |
| 1 | Zwitserland      | 1 - 1 - 0 | 3    | 5-3 |
| 2 | Tsjechoslowakije | 1 - 0 - 1 | 2    | 4-4 |
| 3 | Oostenrijk       | 0 - 1 - 1 | 1    | 3-5 |

### 1927
| Datum | team 1           | uitslag | team 2           |
| ----- | ---------------- | ------- | ---------------- |
| 24/01 | Oostenrijk       | 6-0     | Hongarije        |
| 24/01 | Duitsland        | 2-1     | Tsjechoslowakije |
| 25/01 | Duitsland        | 2-1     | Polen            |
| 25/01 | België           | 2-0     | Tsjechoslowakije |
| 26/01 | België           | 6-0     | Hongarije        |
| 26/01 | Oostenrijk       | 3-1     | Polen            |
| 27/01 | Duitsland        | 5-0     | Hongarije        |
| 27/01 | Polen            | 1-1     | Tsjechoslowakije |
| 27/01 | Oostenrijk       | 1-0     | België           |
| 28/01 | Tsjechoslowakije | 5-0     | Hongarije        |
| 28/01 | België           | 2-2     | Polen            |
| 28/01 | Oostenrijk       | 2-1     | Duitsland        |
| 29/01 | België           | 3-0     | Duitsland        |
| 29/01 | Polen            | 6-1     | Hongarije        |
| 29/01 | Oostenrijk       | 1-0     | Tsjechoslowakije |

| # | Team             | W - G - V | Pnt. | V-T  |
| - | ---------------- | --------- | ---- | ---- |
| 1 | Oostenrijk       | 5 - 0 - 0 | 10   | 13-2 |
| 2 | België           | 3 - 1 - 1 | 7    | 13-3 |
| 3 | Duitsland        | 3 - 0 - 2 | 6    | 10-7 |
| 4 | Polen            | 1 - 2 - 2 | 4    | 11-9 |
| 5 | Tsjechoslowakije | 1 - 1 - 3 | 3    | 7-6  |
| 6 | Hongarije        | 0 - 0 - 5 | 0    | 1-28 |

### 1929

#### 1e ronde
Groep A
| Datum | team 1 | uitslag | team 2      |
| ----- | ------ | ------- | ----------- |
| 30/01 | Polen  | 2-0     | Zwitserland |

| # | Team        | W - G - V | Pnt. | V-T |
| - | ----------- | --------- | ---- | --- |
| 1 | Polen       | 1 - 0 - 0 | 2    | 2-0 |
| 2 | Zwitserland | 0 - 0 - 1 | 0    | 0-2 |

Groep B
| Datum | team 1           | uitslag | team 2     |
| ----- | ---------------- | ------- | ---------- |
| 28/01 | Oostenrijk       | 1-0     | Duitsland  |
| 29/01 | Tsjechoslowakije | 2-1     | Duitsland  |
| 30/01 | Tsjechoslowakije | 3-1     | Oostenrijk |

| # | Team             | W - G - V | Pnt. | V-T |
| - | ---------------- | --------- | ---- | --- |
| 1 | Tsjechoslowakije | 2 - 0 - 0 | 4    | 5-2 |
| 2 | Oostenrijk       | 1 - 0 - 1 | 2    | 2-3 |
| 3 | Duitsland        | 0 - 0 - 2 | 0    | 1-3 |

Groep C
| Datum | team 1    | uitslag | team 2    |
| ----- | --------- | ------- | --------- |
| 28/01 | Italië    | 2-1     | Hongarije |
| 29/01 | Italië    | 1-0     | België    |
| 30/01 | Hongarije | 1-1     | België    |

| # | Team      | W - G - V | Pnt. | V-T |
| - | --------- | --------- | ---- | --- |
| 1 | Italië    | 2 - 0 - 0 | 4    | 3-1 |
| 2 | Hongarije | 0 - 1 - 1 | 1    | 2-3 |
| 3 | België    | 0 - 1 - 1 | 1    | 1-2 |

#### Tussenronde
Nummers 2 1e ronde
| Datum | team 1      | uitslag | team 2      |
| ----- | ----------- | ------- | ----------- |
| 31/01 | Oostenrijk  | 3-0     | Hongarije   |
| 01/02 | Oostenrijk  | 3-1     | Zwitserland |
| 01/02 | Zwitserland | 1-0     | Hongarije   |

| # | Team        | W - G - V | Pnt. | V-T |
| - | ----------- | --------- | ---- | --- |
| 1 | Oostenrijk  | 2 - 0 - 0 | 4    | 6-1 |
| 2 | Zwitserland | 1 - 0 - 1 | 2    | 2-3 |
| 3 | Hongarije   | 0 - 0 - 2 | 0    | 0-4 |

#### Eindfase
Halve finale
| Datum | team 1           | uitslag | team 2     |
| ----- | ---------------- | ------- | ---------- |
| 01/02 | Tsjechoslowakije | 1-0     | Italië     |
| 02/02 | Polen            | 3-1     | Oostenrijk |

3e/4e plaats
| Datum | team 1     | uitslag | team 2 |
| ----- | ---------- | ------- | ------ |
| 03/02 | Oostenrijk | 4-2     | Italië |

Finale
| Datum | team 1           | uitslag | team 2 |
| ----- | ---------------- | ------- | ------ |
| 03/02 | Tsjechoslowakije | 2-1     | Polen  |

### 1932

#### 1e ronde
Groep A
| Datum | team 1      | uitslag | Uitteam     |
| ----- | ----------- | ------- | ----------- |
| 14/03 | Zwitserland | 1-1     | Duitsland   |
| 15/03 | Oostenrijk  | 2-2     | Zwitserland |
| 16/03 | Oostenrijk  | 1-1     | Duitsland   |

| # | Team        | W - G - V | Pnt. | V-T |
| - | ----------- | --------- | ---- | --- |
| 1 | Oostenrijk  | 0 - 2 - 0 | 2    | 3-3 |
| 2 | Zwitserland | 0 - 2 - 0 | 2    | 3-3 |
| 3 | Duitsland   | 0 - 2 - 0 | 2    | 2-2 |

Groep B
| Datum | team 1           | uitslag | team 2    |
| ----- | ---------------- | ------- | --------- |
| 14/03 | Tsjechoslowakije | 1-1     | Frankrijk |
| 15/03 | Tsjechoslowakije | 7-0     | Letland   |
| 16/03 | Frankrijk        | 1-0     | Letland   |

| # | Team             | W - G - V | Pnt. | V-T |
| - | ---------------- | --------- | ---- | --- |
| 1 | Tsjechoslowakije | 1 - 1 - 0 | 3    | 8-1 |
| 2 | Frankrijk        | 1 - 1 - 0 | 3    | 2-1 |
| 3 | Letland          | 0 - 0 - 2 | 0    | 0-8 |

Groep C
| Datum | team 1           | uitslag | team 2           |
| ----- | ---------------- | ------- | ---------------- |
| 14/03 | Groot-Brittannië | 1-0     | Roemenië         |
| 15/03 | Zweden           | 4-1     | Groot-Brittannië |
| 16/03 | Zweden           | 4-0     | Roemenië         |

| # | Team             | W - G - V | Pnt. | V-T |
| - | ---------------- | --------- | ---- | --- |
| 1 | Zweden           | 2 - 0 - 0 | 4    | 8-1 |
| 2 | Groot-Brittannië | 1 - 0 - 1 | 2    | 2-4 |
| 3 | Roemenië         | 0 - 0 - 2 | 0    | 0-5 |

#### Eindfase
6e-9e plaats
| Datum | team 1           | uitslag | team 2           |
| ----- | ---------------- | ------- | ---------------- |
| 17/03 | Frankrijk        | 3-3     | Groot-Brittannië |
| 17/03 | Letland          | 3-0     | Roemenië         |
| 18/03 | Frankrijk        | 5-0     | Roemenië         |
| 18/03 | Groot-Brittannië | 5-2     | Letland          |

| # | Team             | W - G - V | Pnt. | V-T |
| - | ---------------- | --------- | ---- | --- |
| 6 | Frankrijk        | 2 - 1 - 0 | 5    | 9-3 |
| 7 | Groot-Brittannië | 2 - 1 - 0 | 5    | 9-5 |
| 8 | Letland          | 1 - 0 - 2 | 2    | 5-6 |
| 9 | Roemenië         | 0 - 0 - 3 | 0    | 0-9 |

Finale ronde
| Datum | team 1      | uitslag | team 2           |
| ----- | ----------- | ------- | ---------------- |
| 17/03 | Oostenrijk  | 3-0     | Tsjechoslowakije |
| 17/03 | Zweden      | 1-1     | Zwitserland      |
| 18/03 | Zweden      | 0-0     | Oostenrijk       |
| 18/03 | Duitsland   | 1-0     | Tsjechoslowakije |
| 19/03 | Zweden      | 2-0     | Tsjechoslowakije |
| 20/03 | Zweden      | 1-0     | Duitsland        |
| 20/03 | Zwitserland | 3-2     | Tsjechoslowakije |

| # | Team             | W - G - V | Pnt. | V-T |
| - | ---------------- | --------- | ---- | --- |
| 1 | Zweden           | 2 - 2 - 0 | 6    | 4-1 |
| 2 | Oostenrijk       | 1 - 3 - 0 | 5    | 6-3 |
| 3 | Zwitserland      | 1 - 3 - 0 | 5    | 7-6 |
| 4 | Duitsland        | 1 - 2 - 1 | 4    | 3-3 |
| 5 | Tsjechoslowakije | 0 - 0 - 4 | 0    | 2-9 |